# Fællesdyrskuet 1943
|  | Denne artikel er oprettet af botten Steenthbot ud fra en ekstern database. Den kan derfor have sproglige fejl eller mangler. Denne skabelon kan fjernes efter kontrol af indholdet. |

Fællesdyrskuet 1943 er en dansk dokumentarfilm fra 1943.

## Handling
Dansk Film-Avis' særreportage: Dyrskuet på Bellahøj 1943. Den københavnske jubilæumsudstilling 'Borger og By' åbnes. På pladsen er der en hel afdeling for landbrugsmaskiner. 1200 dyr udstilles - de har en samlet værdi af 4 mio. kr. Der er præmiedyr, klappedyr, nyttedyr, rideopvisning og folkedans. Kronprins Frederik, kronprinsesse Ingrid og Dronning Alexandrine er til stede.
Dansk Film-Avis var en dansk produceret nazistisk ugerevy, der udkom i årene 1941-1945.

## Medvirkende
- Dronning Alexandrine
- Kong Frederik IX
- Dronning Ingrid